# Junta de Missões Nacionais (Igreja Presbiteriana do Brasil)
Não confundir com a organização com o mesmo nome filiada à Convenção Batista Brasileira
A Junta de Missões Nacionais (JMN) é uma autarquia missionária da Igreja Presbiteriana do Brasil (IPB). Foi fundada em 1940 e foi responsável pela expansão do presbiterianismo por diversos estados do Brasil.
Entre as ações de destaque, a JMN foi responsável pela introdução do Presbiterianismo no Acre e pela reintrodução no Rio Grande do Sul, bem como em outras regiões do Brasil.
Além do trabalho evangelístico, a organização é conhecida pelo seu trabalho social.
Até o ano 2000, a JMN era também responsável pela plantação de igrejas em contexto transcultural, dentro do território brasileiro. Todavia, a partir deste ano, a plantação de igrejas em contextos indígenas, quilombolas ou entre comunidades étnicas ou migrantes minoritários passou a ser de responsabilidade da Agência Presbiteriana de Missões Transculturais.